# Montefalcone nel Sannio
Montefalcone nel Sannio község (comune) Olaszország Molise régiójában, Campobasso megyében.

## Fekvése
A megye északnyugati részén fekszik. Határai: Castelmauro, Celenza sul Trigno, Montemitro, Roccavivara és San Felice del Molise.

## Története
Egyes régészeti vélemények szerint az ókori szamnisz város Maronea helyén épült fel. A mai településről az első említés a 13. századból származik, amikor a Cantelmo család birtoka. A következő századokban nemesi birtok volt. A 19. században nyerte el önállóságát, amikor a Nápolyi Királyságban felszámolták a feudalizmust.

## Népessége
A népesség számának alakulása:

## Főbb látnivalói
- San Silvestro-templom